# Germania (festmény)
A Germania 1848 márciusában, a forradalmak alatt készült festmény. Sokáig a frankfurti parlamentnek helyet adó Frankfurter Paulskirche falát díszítette. A kép az egyesült demokratikus Németország szimbóluma volt egészen az első világháború végéig.
Többnyire Philipp Veitnak tulajdonítják, akinek van egy  1834–1836-ból származó, azonos című festménye, de Rainer Schoch szerint lehet, hogy több festő műve.
Ma a Germania a nürnbergi Germanisches Nationalmuseumban található.

## Szimbólumok
Germania babérkoszorúja a hűséget, kardja az önvédelem képességét, a kardra tekeredő olajág a béke szeretetét, míg a német zászló az egységet jelképezi. A hátulról felkelő nap az új korszak szimbóluma, Germania tekintete pedig a bizonytalan jövőbe néz.